# روب جونسون (لاعب كرة قدم)
روب جونسون (بالإنجليزية: Rob Johnson)‏ هو لاعب كرة قدم ومدرب كرة قدم أمريكي، ولد في 10 فبراير 1973. لعب مع نيويورك ريد بولز.